# Barbara Cassin
Barbara Cassin, född den 24 oktober 1947 i Boulogne-Billancourt, Frankrike, är en fransk filolog, grekist, filosof och medlem av Franska akademien. Hennes främsta forskningsområden innefattar den grekiska antiken, framförallt sofistiken, samt modern retorik, psykoanalys och språkfilosofi.
Cassin studerade filosofi vid Sorbonneuniversitetet och arbetade först som lärare och översättare, bland annat av Hannah Arendt, innan hon började arbeta vid CNRS 1984. Från 2006 till 2009 var Cassin föreståndare för Centre Léon Robin de recherche sur la pensée antique som drivs gemensamt av CNRS och Sorbonne universitetet. Därefter tog hon över som direktör för Collège international de philosophie.
Från 1993 samlade Cassin en grupp av 150 forskare inom filosofi, språk och litteratur för att genomföra ett omfattande projekt som kartlade vilka förändringar olika filosofiska koncept genomgått när de översatts till andra språk och överförts till andra kontexter. Projektet resulterade i att en filosofisk ordbok över svåröversattliga begrepp gavs ut på franska 2004 under titeln Vocabulaire européen des philosophies: Dictionnaire des intraduisibles, med Cassin som redaktör. Motsvarande verk på engelska,  Dictionary of Untranslatables: A Philosophical Lexicon, gavs ut 2014.
Den 3 maj 2018 valdes Cassin, som den nionde kvinnliga akademikern någonsin, in i Franska akademien där hon tilldelats den 36:e stolen.
Cassin har också mottagit en rad priser och utmärkelser, bland annat Franska akademiens stora filosofipris och CNRS:s guldmedalj. Hon är även riddare av Franska hederslegionen samt hedersmedborgare i São Paulo, Brasilien.